# Bernard Moitissier
Bernard Moitessier (10 de abril de 1925 - 16 de junho de 1994) foi um velejador Francês que ficou célebre pela sua participação aos 43 anos na mítica regata de 1968 , a  Sunday Times Golden Globe Race : seria a primeira vez que seria dada a  volta ao mundo, em solitário, sem escalas e sem assistência . Foi num tempo em que as comunicações rádio eram rudimentares e usava-se ainda o sextante para determinar a posição através da leitura dos astros. Na parte final da regata quando estava iminente a sua vitória choca o mundo : ele abandona a prova e continuará a navegar  (acaba por voltar para o Taiti) desistindo do mundo civilizado e até da sua família (tinha mulher e filhos).

Bernard Moitessier nasceu na Indochina Francesa, actualmente Vietname  e aos 30 anos já  tinha  uma grande experiência no mar, inclusive naufrágios, experiências que serviram para escrever o seu livro autobiográfico  Vagabundo dos Mares do Sul que de imediato se tornou um Best-Seller.

Este marinheiro para além de um extraordinário velejador, foi escritor, ambientalista e acima de tudo inspirou gerações inteiras de aventureiros pelo mundo .